# Milroy (Indiana)
Milroy est une census-designated place située dans le comté de Rush, dans l’État de l'Indiana, aux États-Unis. Lors du recensement de 2020, elle compte 628 habitants.